# Costanana asymmetrica
Costanana asymmetrica är en insektsart som beskrevs av Delong och Freytag 1972. Costanana asymmetrica ingår i släktet Costanana och familjen dvärgstritar. Inga underarter finns listade i Catalogue of Life.